# ミルフィオリ

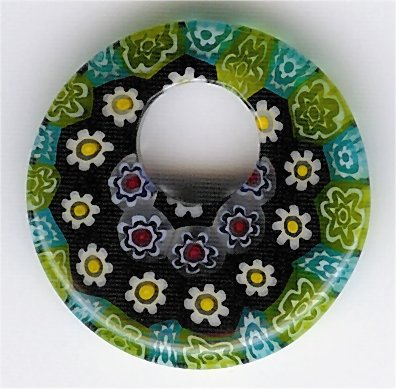
ミルフィオリのペンダント

ミルフィオリ（イタリア語： Millefiori）はガラスの一種。金太郎飴のように模様が入っているガラス棒、およびそれを使用して作った製品のこと。イタリア語の Millefiori は直訳すると「千の花」になる。

## 製法

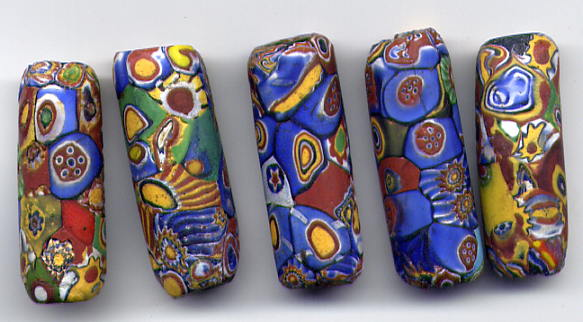
ミルフィオリのビーズ（1920年代）

溶けたガラス棒を花形に整形し、整形したガラス棒の表面に別の色のガラスを巻き、さらに花形に整形し…といった過程を繰り返す。巻くガラスの膨張係数が異なると割れるため、同じ膨張係数のガラスを使用する必要がある。
ミルフィオリのガラス棒は横から見ると単色（または縞模様）のガラス棒にしか見えないため、数ミリの厚さに切断し、断面を見せてアクセサリーやガラス器に埋め込んで使用する。